# Leipzig Wilhelm-Leuschner-Platz järnvägsstation

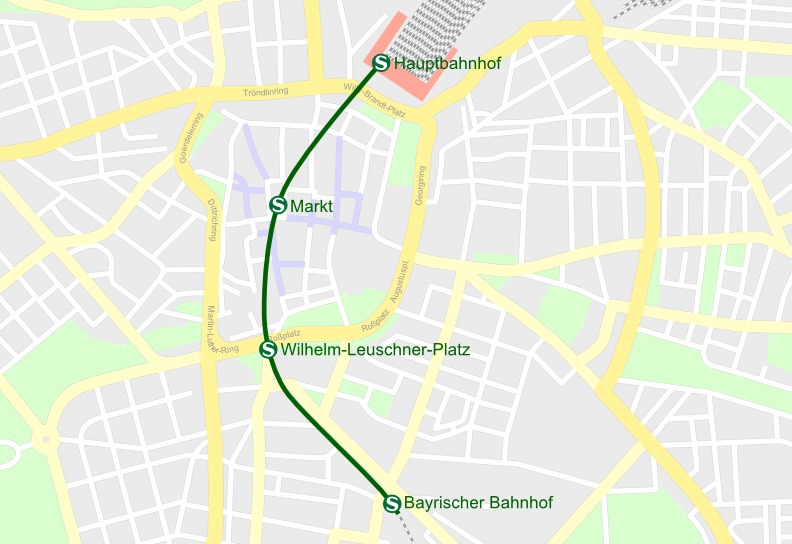
City-tunnels linjedragning.

Leipzig Wilhelm-Leuschner-Platz är en järnvägsstation i Leipzig i Tyskland. Stationen är en del av City-Tunnel Leipzig och öppnade för trafik 15 december 2013.

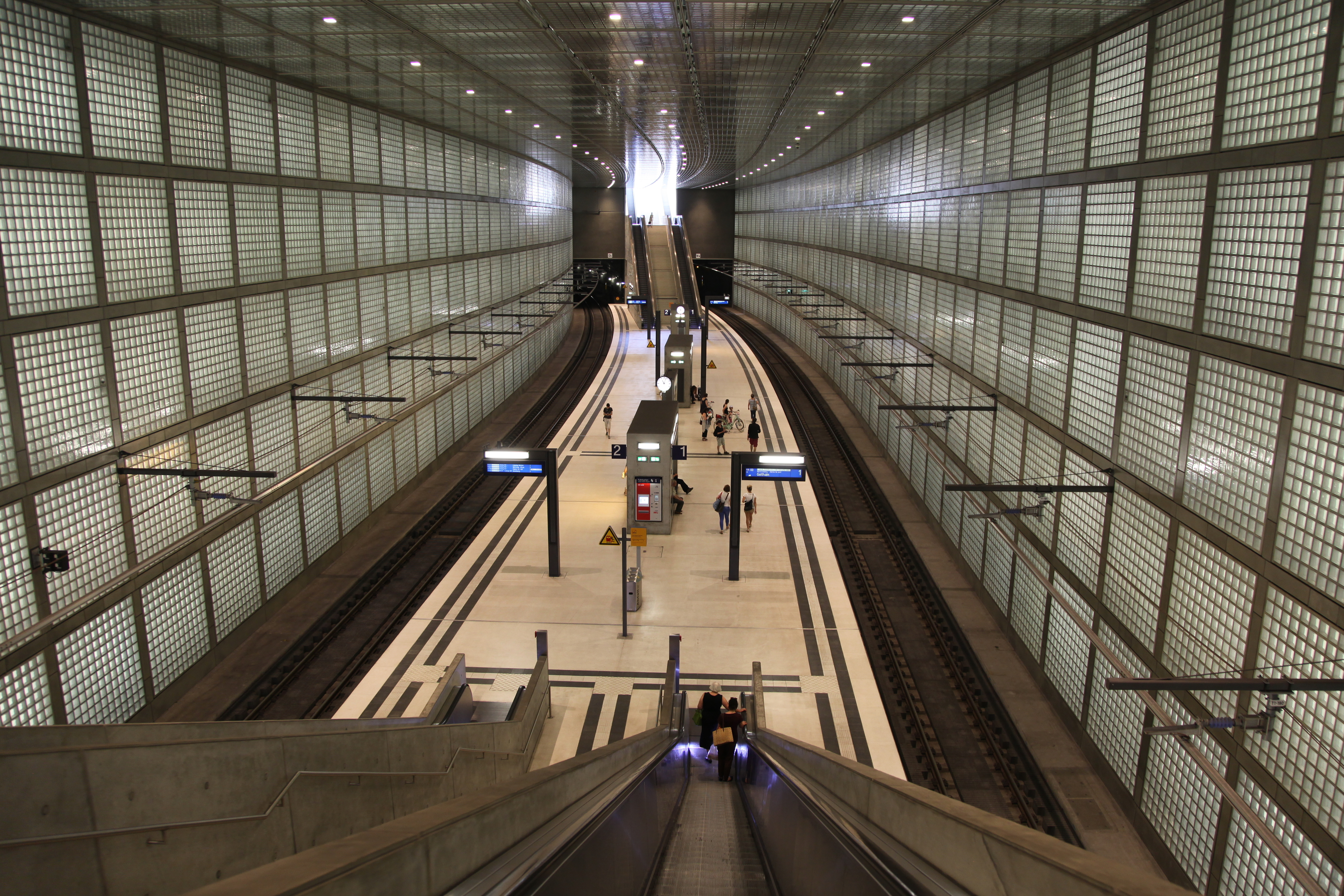
Leipzig Wilhelm-Leuschner-Platz järnvägsstation.

Stationen ligger 20 m under marken och är utformad med en mittperrong som är 140 meter lång. Det finns två in- och utgångar till stationen, norr och söder om Martin Luther Ring.

## Trafikering
Stationen trafikeras av sju av S-Bahn Mitteldeutschlands linjer. Syftet med stationen var att den höga turtätheten av tåg till centrala Leipzig skulle avlasta biltrafiken i staden. Utöver pendeltågstrafiken trafikeras stationen av spårväg.